# Большое Танаково
Большое Танаково (мар. Танаксола) — деревня в Новоторъяльском районе Республики Марий Эл. Входит в состав Масканурского сельского поселения.

## География
Находится в северо-восточной части республики Марий Эл на расстоянии приблизительно 7 км по прямой на север от районного центра посёлка Новый Торъял.

## История
Известна с 1766 года как деревня Танакова Тушнурской волости Яранского уезда Вятской губернии, в которой насчитывалось 12 дворов, в 1795 году — 16. В 1798 года деревня называется Первое Танаково. В 1804 году жители деревни Первое Танаково переселились через овраг и стали называть деревню Большое Танаково. В 1830 году было 19 дворов, в 1884 году — 22 двора, 156 жителей. В 1905 году в деревне насчитывалось 29 дворов, 135 жителей. В 1920 году в 33 дворах жили 170 марийцев. В 1959 году здесь было 12 дворов, 75 жителей, в 1988 году — 136, 35 домов. Имелись магазин, медпункт, машинный двор, свинарник, откормочник, ферма крупного рогатого скота. В 2004 году в деревне насчитывалось 42 двора. В советское время работали колхозы «У пеледыш»", «Толмань», «Заречный» и «Совет».

## Население
Население составляло 141 человек (мари 100 %) в 2002 году, 122 в 2010.